# Andries van der Merwe
Andries van der Merwe (ur. 31 marca 1994) – południowoafrykański lekkoatleta specjalizujący się w biegach płotkarskich.
W 2011 wywalczył tytuł mistrza świata juniorów młodszych w biegu na 110 metrów przez płotki oraz wygrał bieg na tym dystansie podczas igrzysk Wspólnoty Narodów kadetów. 
Rekord życiowy: płotki o wysokości 91,4 cm – 13,39 (28 maja 2011, Windhuk) / 13,32w (10 września 2011, Douglas). 

## Osiągnięcia
| Rok  | Impreza                                       | Miejsce         | Pozycja    | Wynik  |
| ---- | --------------------------------------------- | --------------- | ---------- | ------ |
| 2011 | Mistrzostwa świata juniorów młodszych         | Lille Metropole | 1. miejsce | 13,41  |
| 2011 | Igrzyska Wspólnoty Narodów juniorów młodszych | Douglas         | 1. miejsce | 13,32w |